# Kyren Wilson
Kyren Wilson (ur. 23 grudnia 1991 w Northamptonshire, Anglia) – angielski snookerzysta, mistrz świata z 2024 roku. Ponadto wicemistrz świata z 2020 roku i finalista turnieju Masters z 2018 roku. Na 16 sierpnia 2025 plasował się na 14. miejscu pod względem zdobytych setek w profesjonalnych turniejach, zdobywszy ich 524.

## Kariera amatorska
W sezonie 2009/2010 najpierw zajął II miejsce w trzecim turnieju PIOS przegrywając w finale z Paulem Davisonem, zaś później wygrał szósty turniej z cyklu International Open Series i na koniec sezonu zajął piąte miejsce w rankingu PIOS.

## Kariera zawodowa
Kyren Wilson w gronie profesjonalistów gra od 2010 roku, dzięki zajęciu piątego miejsca w rankingu PIOS w sezonie 2009/2010. Jednym z pierwszych zawodowych turniejów, w których brał udział, były kwalifikacje do Shanghai Masters 2010, gdzie w pierwszej rundzie pokonał Kurta Maflina 5–2, w drugiej jednak przegrał z Andy Hicksem 1–5.
Jego największymi sukcesami są wygrana w Shanghai Masters w 2015, zwycięstwo w zawodach snookerowych podczas World Games 2017 we Wrocławiu i finał turnieju Masters w 2018, w którym uległ Markowi Allenowi 7–10.
Drugi rankingowy tytuł wywalczył w turnieju Paul Hunter Classic 2018, pokonując w finale 4–2 Petera Ebdona. W tym samym sezonie wywalczył trzeci tytuł rankingowy, wygrywając 9–7 z Davidem Gilbertem, w German Masters 2019.
W 2020 roku Wilson po raz pierwszy w karierze awansował do finału mistrzostw świata. Po otrzymaniu walkowera w pierwszej rundzie z Anthonym Hamiltonem, w drodze do finału pokonywał kolejno 13–9 Martina Goulda, 13–9 obrońcę tytułu Judda Trumpa i 17–16 Anthony’ego McGilla. W finale przegrał w starciu z Ronnie’em O’Sullivanem 8–18. Na koniec sezonu 2019/20 został sklasyfikowany na najwyższym w dotychczasowej karierze miejscu w światowym rankingu (szóstym), a w całej karierze odnotował 206 setek, z czego 46 w ostatnim sezonie.

## Występy w turniejach w całej karierze[3]

### Turnieje rankingowe
| Turnieje                     | 2010 /11      | 2011 /12      | 2012 /13      | 2013 /14      | 2014 /15      | 2015 /16      | 2016 /17      | 2017 /18      | 2018 /19      | 2019 /20      | 2020 /21      | 2021 /22      | 2022 /23      | 2023 /24      | 2024 /25      | 2025 /26      |
| ---------------------------- | ------------- | ------------- | ------------- | ------------- | ------------- | ------------- | ------------- | ------------- | ------------- | ------------- | ------------- | ------------- | ------------- | ------------- | ------------- | ------------- |
| Ranking                      | [ b ]         | [ c ]         | [ c ]         | [ b ]         | 70            | 56            | 16            | 13            | 9             | 8             | 6             | 6             | 8             | 8             | 3             | 2             |
| Riga Masters                 | Nie rozegrano | Nie rozegrano | Nie rozegrano | Nie rozegrano | MR            | MR            | WD            | 3R            | QF            | 1R            | Nie rozegrano | Nie rozegrano | Nie rozegrano | Nie rozegrano | Nie rozegrano | Nie rozegrano |
| China Championship           | Nie rozegrano | Nie rozegrano | Nie rozegrano | Nie rozegrano | Nie rozegrano | Nie rozegrano | NR            | LQ            | WD            | 2R            | Nie rozegrano | Nie rozegrano | Nie rozegrano | Nie rozegrano | Nie rozegrano | Nie rozegrano |
| Championship League Snooker  | Nie-rank.     | Nie-rank.     | Nie-rank.     | Nie-rank.     | Nie-rank.     | Nie-rank.     | Nie-rank.     | Nie-rank.     | Nie-rank.     | Nie-rank.     | W             | RR            | RR            | RR            | RR            | A             |
| Saudi Arabia Snooker Masters | Nie rozegrano | Nie rozegrano | Nie rozegrano | Nie rozegrano | Nie rozegrano | Nie rozegrano | Nie rozegrano | Nie rozegrano | Nie rozegrano | Nie rozegrano | Nie rozegrano | Nie rozegrano | Nie rozegrano | Nie rozegrano | 6R            | QF            |
| Wuhan Open                   | Nie rozegrano | Nie rozegrano | Nie rozegrano | Nie rozegrano | Nie rozegrano | Nie rozegrano | Nie rozegrano | Nie rozegrano | Nie rozegrano | Nie rozegrano | Nie rozegrano | Nie rozegrano | Nie rozegrano | LQ            | 2R            |               |
| European Masters             | Nie rozegrano | Nie rozegrano | Nie rozegrano | Nie rozegrano | Nie rozegrano | Nie rozegrano | LQ            | 1R            | 3R            | 1R            | QF            | 2R            | W             | QF            | Nie roz.      | Nie roz.      |
| English Open                 | Nie rozegrano | Nie rozegrano | Nie rozegrano | Nie rozegrano | Nie rozegrano | Nie rozegrano | 3R            | F             | 1R            | 3R            | QF            | QF            | 2R            | LQ            | 3R            |               |
| British Open                 | Nie rozegrano | Nie rozegrano | Nie rozegrano | Nie rozegrano | Nie rozegrano | Nie rozegrano | Nie rozegrano | Nie rozegrano | Nie rozegrano | Nie rozegrano | Nie rozegrano | 1R            | 1R            | 2R            | 3R            |               |
| Xi’an Grand Prix             | Nie rozegrano | Nie rozegrano | Nie rozegrano | Nie rozegrano | Nie rozegrano | Nie rozegrano | Nie rozegrano | Nie rozegrano | Nie rozegrano | Nie rozegrano | Nie rozegrano | Nie rozegrano | Nie rozegrano | Nie rozegrano | W             |               |
| Northern Ireland Open        | Nie rozegrano | Nie rozegrano | Nie rozegrano | Nie rozegrano | Nie rozegrano | Nie rozegrano | SF            | 1R            | 1R            | 4R            | 3R            | 2R            | 2R            | LQ            | W             |               |
| International Championship   | Nie roz.      | Nie roz.      | A             | 2R            | 1R            | 2R            | A             | 2R            | 1R            | 2R            | Nie roz.      | Nie roz.      | Nie roz.      | 2R            | QF            |               |
| UK Championship              | LQ            | A             | A             | 1R            | 2R            | 3R            | 1R            | 3R            | QF            | 2R            | QF            | SF            | 2R            | 1R            | SF            |               |
| Shoot Out                    | Nie-rank.     | Nie-rank.     | Nie-rank.     | Nie-rank.     | Nie-rank.     | Nie-rank.     | 1R            | 1R            | 3R            | 2R            | A             | A             | 1R            | 4R            | A             |               |
| Scottish Open                | Nie roz.      | Nie roz.      | MR            | Nie roz.      | Nie roz.      | Nie roz.      | 4R            | 3R            | 4R            | 3R            | QF            | 1R            | QF            | 3R            | 2R            |               |
| German Masters               | LQ            | A             | A             | LQ            | LQ            | SF            | LQ            | LQ            | W             | LQ            | LQ            | QF            | QF            | SF            | W             |               |
| World Grand Prix             | Nie rozegrano | Nie rozegrano | Nie rozegrano | Nie rozegrano | NR            | 2R            | 1R            | 1R            | QF            | SF            | QF            | 1R            | 2R            | DNQ           | 2R            |               |
| Players Championship         | DNQ           | DNQ           | DNQ           | DNQ           | DNQ           | 1R            | DNQ           | 1R            | 1R            | 1R            | SF            | 1R            | SF            | DNQ           | W             |               |
| Welsh Open                   | LQ            | A             | A             | 1R            | 1R            | 1R            | 1R            | 4R            | 2R            | F             | 3R            | 3R            | 1R            | 1R            | 2R            |               |
| Turkish Masters              | Nie rozegrano | Nie rozegrano | Nie rozegrano | Nie rozegrano | Nie rozegrano | Nie rozegrano | Nie rozegrano | Nie rozegrano | Nie rozegrano | Nie rozegrano | Nie rozegrano | 2R            | Nie roz.      | Nie roz.      | Nie roz.      | Nie roz.      |
| China Open                   | LQ            | A             | A             | 1R            | 1R            | 2R            | SF            | SF            | 2R            | Nie rozegrano | Nie rozegrano | Nie rozegrano | Nie rozegrano | Nie rozegrano | Nie rozegrano | Nie rozegrano |
| WST Pro Series               | Nie rozegrano | Nie rozegrano | Nie rozegrano | Nie rozegrano | Nie rozegrano | Nie rozegrano | Nie rozegrano | Nie rozegrano | Nie rozegrano | Nie rozegrano | RR            | Nie roz.      | Nie roz.      | Nie roz.      | Nie roz.      | Nie roz.      |
| Indian Open                  | Nie roz.      | Nie roz.      | Nie roz.      | WD            | 3R            | NH            | F             | LQ            | A             | Nie rozegrano | Nie rozegrano | Nie rozegrano | Nie rozegrano | Nie rozegrano | Nie rozegrano | Nie rozegrano |
| Gibraltar Open               | Nie rozegrano | Nie rozegrano | Nie rozegrano | Nie rozegrano | Nie rozegrano | MR            | 1R            | QF            | 4R            | F             | 3R            | F             | Nie roz.      | Nie roz.      | Nie roz.      | Nie roz.      |
| World Open                   | LQ            | A             | A             | LQ            | Nie roz.      | Nie roz.      | 2R            | F             | 3R            | SF            | Nie roz.      | Nie roz.      | Nie roz.      | QF            | 2R            |               |
| Tour Championship            | Nie rozegrano | Nie rozegrano | Nie rozegrano | Nie rozegrano | Nie rozegrano | Nie rozegrano | Nie rozegrano | Nie rozegrano | QF            | DNQ           | QF            | DNQ           | F             | DNQ           | QF            |               |
| Mistrzostwa świata           | LQ            | A             | A             | 1R            | LQ            | QF            | QF            | SF            | QF            | F             | SF            | 2R            | 2R            | W             | 1R            |               |

### Turnieje nierankingowe
| Turnieje                           | 2010 /11      | 2011 /12      | 2012 /13      | 2013 /14      | 2014 /15      | 2015 /16      | 2016 /17      | 2017 /18      | 2018 /19      | 2019 /20      | 2020 /21      | 2021 /22      | 2022 /23      | 2023 /24      | 2024 /25      | 2025 /26      |
| ---------------------------------- | ------------- | ------------- | ------------- | ------------- | ------------- | ------------- | ------------- | ------------- | ------------- | ------------- | ------------- | ------------- | ------------- | ------------- | ------------- | ------------- |
| Paul Hunter Classic                | Minor-Rank.   | Minor-Rank.   | Minor-Rank.   | Minor-Rank.   | Minor-Rank.   | Minor-Rank.   | Rank.         | Rank.         | Rank.         | F             | Nie rozegrano | Nie rozegrano | Nie rozegrano | Nie rozegrano | Nie rozegrano | Nie rozegrano |
| Shanghai Masters                   | Rank.         | Rank.         | Rank.         | Rank.         | Rank.         | Rank.         | Rank.         | Rank.         | SF            | QF            | Nie roz.      | Nie roz.      | Nie roz.      | 2R            | 2R            | W             |
| Champion of Champions              | Nie roz.      | Nie roz.      | Nie roz.      | A             | A             | SF            | A             | A             | F             | 1R            | QF            | SF            | 1R            | A             | QF            |               |
| Riyadh Season Snooker Championship | Nie rozegrano | Nie rozegrano | Nie rozegrano | Nie rozegrano | Nie rozegrano | Nie rozegrano | Nie rozegrano | Nie rozegrano | Nie rozegrano | Nie rozegrano | Nie rozegrano | Nie rozegrano | Nie rozegrano | Nie rozegrano | QF            |               |
| The Masters                        | A             | A             | A             | A             | A             | A             | 1R            | F             | 1R            | QF            | QF            | QF            | 1R            | 1R            | F             |               |
| Championship League Snooker        | A             | A             | A             | A             | A             | RR            | RR            | 2R            | RR            | RR            | W             | RR            | RR            | RR            | F             |               |

### Inne odmiany snookera
| Turnieje                                 | 2010 /11 | 2011 /12 | 2012 /13 | 2013 /14 | 2014 /15 | 2015 /16 | 2016 /17 | 2017 /18 | 2018 /19 | 2019 /20 | 2020 /21 | 2021 /22 | 2022 /23 | 2023 /24 | 2024 /25 | 2025 /26 |
| ---------------------------------------- | -------- | -------- | -------- | -------- | -------- | -------- | -------- | -------- | -------- | -------- | -------- | -------- | -------- | -------- | -------- | -------- |
| Mistrzostwa świata na sześciu czerwonych | A        | NH       | A        | A        | A        | A        | A        | 1R       | W        | 1R       | Nie roz. | Nie roz. | A        | Nie roz. | Nie roz. | Nie roz. |

### Dawne turnieje rankingowe
| Wuxi Classic               | Non-Ranking | Non-Ranking | A           | LQ          | LQ          | Nie rozegrano | Nie rozegrano | Nie rozegrano | Nie rozegrano | Nie rozegrano | Nie rozegrano | Nie rozegrano | Nie rozegrano | Nie rozegrano | Nie rozegrano | Nie rozegrano | Nie rozegrano | Nie rozegrano | Nie rozegrano | Nie rozegrano | Nie rozegrano | Nie rozegrano | Nie rozegrano | Nie rozegrano | Nie rozegrano | Nie rozegrano | Nie rozegrano | Nie rozegrano | Nie rozegrano | Nie rozegrano | Nie rozegrano | Nie rozegrano | Nie rozegrano | Nie rozegrano | Nie rozegrano | Nie rozegrano | Nie rozegrano |               |
| Australian Goldfields Open | NH          | A           | A           | LQ          | LQ          | LQ            | Nie rozegrano | Nie rozegrano | Nie rozegrano | Nie rozegrano | Nie rozegrano | Nie rozegrano | Nie rozegrano | Nie rozegrano | Nie rozegrano | Nie rozegrano | Nie rozegrano | Nie rozegrano | Nie rozegrano | Nie rozegrano | Nie rozegrano | Nie rozegrano | Nie rozegrano | Nie rozegrano | Nie rozegrano | Nie rozegrano | Nie rozegrano | Nie rozegrano | Nie rozegrano | Nie rozegrano | Nie rozegrano | Nie rozegrano | Nie rozegrano | Nie rozegrano | Nie rozegrano | Nie rozegrano | Nie rozegrano | Nie rozegrano |
| Shanghai Masters           | LQ          | A           | A           | QF          | LQ          | W             | 1R            | LQ            | Nie-rank.     | Nie-rank.     | Nie-rank.     | Nie-rank.     | Nie-rank.     | Nie-rank.     | Nie-rank.     | Nie-rank.     |               |               |               |               |               |               |               |               |               |               |               |               |               |               |               |               |               |               |               |               |               |               |
| Paul Hunter Classic        | Minor-Rank. | Minor-Rank. | Minor-Rank. | Minor-Rank. | Minor-Rank. | Minor-Rank.   | 2R            | 4R            | W             | Nie-rank.     | Nie-rank.     | Nie-rank.     | Nie-rank.     | Nie-rank.     | Nie-rank.     | Nie-rank.     |               |               |               |               |               |               |               |               |               |               |               |               |               |               |               |               |               |               |               |               |               |               |

### Dawne turnieje nierankingowe
| Shoot Out        | A             | A             | A             | A             | SF            | 2R            | Rank.         | Rank. | Rank.         | Rank.         | Rank.         | Rank.         | Rank.         | Rank.         | Rank.         | Rank.         | Rank. | Rank. | Rank. | Rank. | Rank. | Rank. | Rank. | Rank. | Rank. | Rank. | Rank. | Rank. | Rank. | Rank. | Rank. | Rank. | Rank. | Rank. | Rank. | Rank. | Rank. | Rank. |
| Romanian Masters | Nie rozegrano | Nie rozegrano | Nie rozegrano | Nie rozegrano | Nie rozegrano | Nie rozegrano | Nie rozegrano | SF    | Nie rozegrano | Nie rozegrano | Nie rozegrano | Nie rozegrano | Nie rozegrano | Nie rozegrano | Nie rozegrano | Nie rozegrano |       |       |       |       |       |       |       |       |       |       |       |       |       |       |       |       |       |       |       |       |       |       |

| Legenda tabeli wyników              | Legenda tabeli wyników       | Legenda tabeli wyników                     | Legenda tabeli wyników                                                              | Legenda tabeli wyników                     | Legenda tabeli wyników                     |
| ----------------------------------- | ---------------------------- | ------------------------------------------ | ----------------------------------------------------------------------------------- | ------------------------------------------ | ------------------------------------------ |
| LQ                                  | odpadnięcie w kwalifikacjach | #R                                         | odpadnięcie we wczesnej fazie turnieju (WR = runda dzikich kart, RR = faza grupowa) | QF                                         | przegrana w ćwierćfinale                   |
| SF                                  | przegrana w półfinale        | F                                          | przegrana w finale                                                                  | W                                          | zwycięstwo                                 |
| DNQ                                 | nie zakwalifikował/a się     | A                                          | nie brał/a udziału                                                                  | WD                                         | zrezygnował/a w trakcie turnieju           |
| Legenda oznaczeń w tabelach wyników |                              |                                            |                                                                                     |                                            |                                            |
| NH / Nie roz.                       | NH / Nie roz.                | Turniej nie odbył się.                     | Turniej nie odbył się.                                                              | Turniej nie odbył się.                     | Turniej nie odbył się.                     |
| NR / Nie-rank.                      | NR / Nie-rank.               | Turniej nie był zaliczany jako rankingowy. | Turniej nie był zaliczany jako rankingowy.                                          | Turniej nie był zaliczany jako rankingowy. | Turniej nie był zaliczany jako rankingowy. |
| R / Rank.                           | R / Rank.                    | Turniej był zaliczany jako rankingowy.     | Turniej był zaliczany jako rankingowy.                                              | Turniej był zaliczany jako rankingowy.     | Turniej był zaliczany jako rankingowy.     |
| MR / Minor-Rank.                    | MR / Minor-Rank.             | Turniej był zaliczany jako minor ranking.  | Turniej był zaliczany jako minor ranking.                                           | Turniej był zaliczany jako minor ranking.  | Turniej był zaliczany jako minor ranking.  |

## Finały w karierze

### Finały rankingowe: 18 (10-8)
| Legenda                  |
| ------------------------ |
| Mistrzostwa Świata (1–1) |
| Inne (8–7)               |

| Rezultat  |     | Rok  | Turniej                    | Przeciwnik        | Wynik | Przypisy |
| --------- | --- | ---- | -------------------------- | ----------------- | ----- | -------- |
| Zwycięzca | 1.  | 2015 | Shanghai Masters           | Judd Trump        | 10–9  | [ 13 ]   |
| Finalista | 1.  | 2016 | Indian Open                | Anthony McGill    | 2–5   |          |
| Finalista | 2.  | 2017 | World Open                 | Ding Junhui       | 3–10  | [ 14 ]   |
| Finalista | 3.  | 2017 | English Open               | Ronnie O'Sullivan | 2–9   | [ 15 ]   |
| Zwycięzca | 2.  | 2018 | Paul Hunter Classic        | Peter Ebdon       | 4–2   | [ 16 ]   |
| Zwycięzca | 3.  | 2019 | German Masters             | David Gilbert     | 9–7   | [ 17 ]   |
| Finalista | 4.  | 2020 | Welsh Open                 | Shaun Murphy      | 1–9   | [ 18 ]   |
| Finalista | 5.  | 2020 | Gibraltar Open             | Judd Trump        | 3–4   | [ 19 ]   |
| Finalista | 6.  | 2020 | World Snooker Championship | Ronnie O'Sullivan | 8–18  | [ 20 ]   |
| Zwycięzca | 4.  | 2020 | Championship League        | Judd Trump        | 3–1   |          |
| Finalista | 7.  | 2022 | Gibraltar Open (2)         | Robert Milkins    | 2–4   |          |
| Zwycięzca | 5.  | 2022 | European Masters           | Barry Hawkins     | 9–3   |          |
| Finalista | 8.  | 2023 | Tour Championship          | Shaun Murphy      | 7–10  |          |
| Zwycięzca | 6.  | 2024 | World Snooker Championship | Jak Jones         | 18–14 |          |
| Zwycięzca | 7.  | 2024 | Xi'an Grand Prix           | Judd Trump        | 10–8  |          |
| Zwycięzca | 8.  | 2024 | Northern Ireland Open      | Judd Trump        | 9–3   |          |
| Zwycięzca | 9.  | 2025 | German Masters             | Barry Hawkins     | 10–9  |          |
| Zwycięzca | 10. | 2025 | Shanghai Masters           | Allister Carter   | 11–9  | [ 21 ]   |

### Finały nierankingowe: 8 (3-5)
| Legenda                     |
| --------------------------- |
| Masters (0–1)               |
| Champion of Champions (0–1) |
| Inne (3–2)                  |

| Rezultat  |    | Rok  | Turniej                          | Przeciwnik        | Wynik | Przypisy |
| --------- | -- | ---- | -------------------------------- | ----------------- | ----- | -------- |
| Zwycięzca | 1. | 2017 | World Games                      | Ali Carter        | 3–1   |          |
| Finalista | 1. | 2018 | The Masters                      | Mark Allen        | 7–10  |          |
| Zwycięzca | 2. | 2018 | Six-red World Championship       | Ding Junhui       | 8–4   | [ 22 ]   |
| Finalista | 2. | 2018 | Champion of Champions            | Ronnie O'Sullivan | 9–10  | [ 23 ]   |
| Finalista | 3. | 2019 | Paul Hunter Classic              | Barry Hawkins     | 3–4   | [ 24 ]   |
| Zwycięzca | 3. | 2021 | Championship League Invitational | Mark Williams     | 3–2   | [ 25 ]   |
| Finalista | 4. | 2024 | Helsinki International Cup       | Ali Carter        | 3–6   |          |
| Finalista | 5. | 2025 | The Masters                      | Shaun Murphy      | 7–10  | [ 26 ]   |

### Finały amatorskie: 2 (1-1)
| Rezultat  |    | Rok  | Turniej          | Przeciwnik     | Wynik | Przypisy |
| --------- | -- | ---- | ---------------- | -------------- | ----- | -------- |
| Finalista | 1. | 2009 | PIOS – Turniej 3 | Paul Davison   | 4–6   | [ 27 ]   |
| Zwycięzca | 1. | 2010 | PIOS – Turniej 6 | Liam Highfield | 6–4   | [ 27 ]   |

## Statystyka zwycięstw

### Amatorskie
- International Open Series 2009/2010 – Turniej VI
- World Games 2017

### Profesjonalne
- Shanghai Masters 2015
- Paul Hunter Classic 2018
- German Masters 2019